# What Would Baby Do?
What Would Baby Do? (stilizzato come what would baby do?) è un singolo del rapper canadese bbno$, pubblicato il 17 aprile 2020 dalla Universal Music Group come secondo estratto dal quinto album in studio Good Luck Have Fun.

## Tracce
Testi di Alexander Gumuchian, musiche di Garrett Hartnell.
1. What Would Baby Do? – 2:33